# Купина (Велика Копаница)
Купина је насељено место у саставу општине Велика Копаница у Бродско-посавској жупанији, Република Хрватска.

## Историја
До територијалне реорганизације у Хрватској налазила се у саставу старе општине Славонски Брод.

## Становништво
На попису становништва 2011. године, Купина је имала 269 становника.

## Попис1991.
На попису становништва 1991. године, насељено место Купина је имало 315 становника, следећег националног састава:
| Попис 1991.‍  | Попис 1991.‍  | Попис 1991.‍ | Попис 1991.‍ | Попис 1991.‍ |
| ------------ | ------------ | ----------- | ----------- | ----------- |
|              |              |             |             |             |
| Хрвати       | Хрвати       |             | 307         | 97,46%      |
| Мађари       | Мађари       |             | 2           | 0,63%       |
| Муслимани    | Муслимани    |             | 1           | 0,31%       |
| регион. опр. | регион. опр. |             | 1           | 0,31%       |
| непознато    | непознато    |             | 4           | 1,26%       |
| укупно: 315  |              |             |             |             |